# Бридость
Бри́дость (от ст.‑слав. бридъкъ — «грубый, сырой, неотесанный, необработанный») — полное отсутствие у того или иного лица кулинарного вкуса, либо временная потеря или искажение вкуса у повара или кондитера (функциональная бридость), аналогичная временной потере голоса у певца.
Функциональная бридость часто возникает из-за возбуждения, переутомления, заболевания органов секреции, ожога полости рта (если пробовать слишком горячие блюда или напитки).
У кондитеров функциональная бридость возникает вследствие длительного пребывания в цехах с высокой температурой и пересыщенных запахом сладостей, но длится не дольше двух-трех часов.